# رحلة فرام نانسن

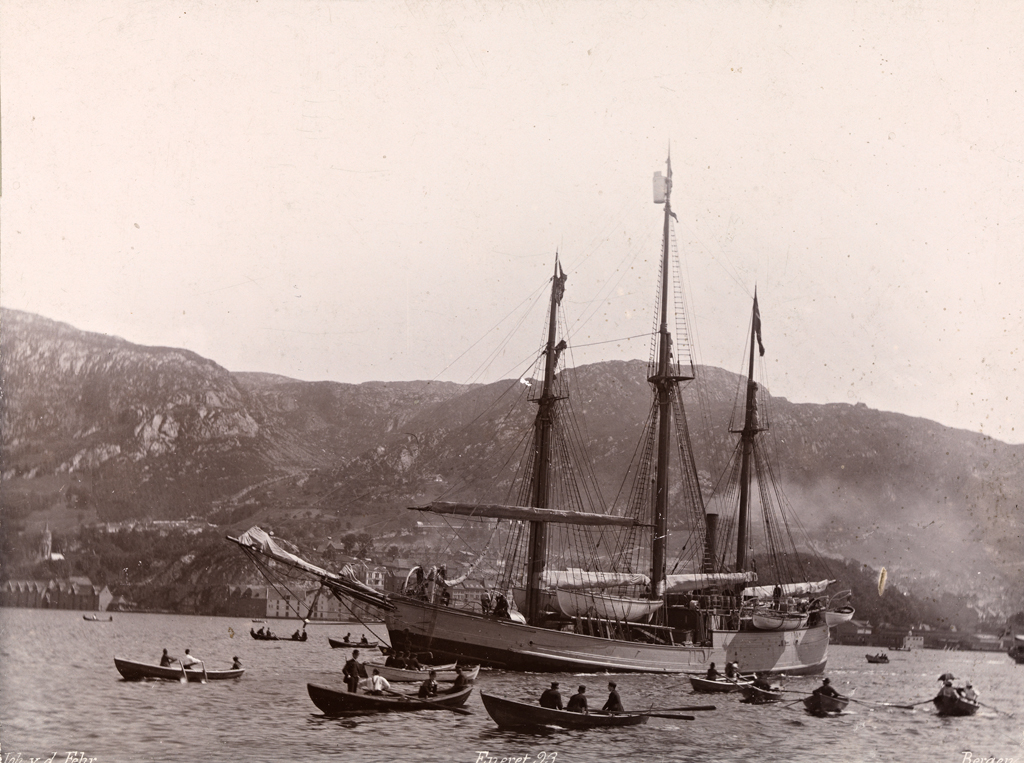
تغادر فرام ميناء برغن في 2 يوليو 1893، متجهة إلى المحيط المتجمد الشمالي

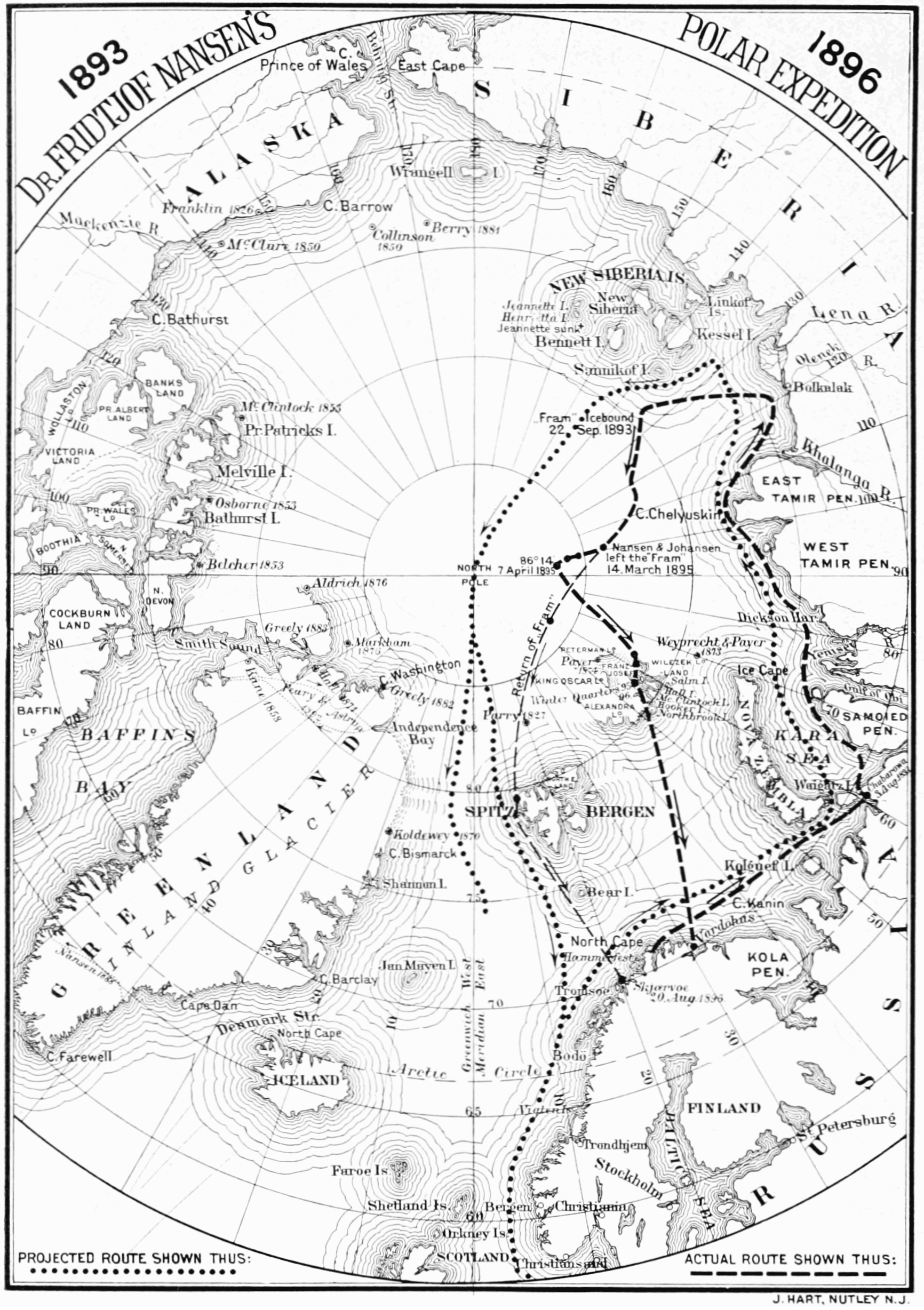
خريطة تظهر المناطق التي اجتازتها الرحلة

رحلة فرام نانسن هي رحلة كانت بين عامي (1893-1896) من قبل المستكشف النرويجي فريتيوف نانسن للوصول إلى القطب الشمالي الجغرافي من خلال إستغلال التيار الشرقي والشرقي الغربي للمحيط المتجمد الشمالي. في مواجهة الكثير من الفشل من قبل المستكشفين القطبيين الآخرين، أخذ نانسن سفينته فرام إلى جزر سيبيريا الجديدة في المحيط المتجمد الشمالي الشرقي، تجمدت السفينة بالجليد، وانتظر الانجراف لحملها نحو القطب. بفارغ الصبر مع السرعة البطيئة والطابع الغير منتظم للانجراف، وبعد مرور 18 شهر (سنة ونصف)، غادر نانسن برفقة صديقة هيلمار يوهانسن، السفينة مع فريقه المكون من الكلاب والزلاجات التي صنعت خصيصاً للقطب. لم يصلوا إلى القطب، لكنهم حققوا رقماً قياسياً في أقصى الشمال بخط عرض شمال 86 درجة و13.6 درجة شمالاً قبل التراجع الكبير للخلف فوق الجليد والماء للوصول إلى بر الأمان في أرخبيل فرنسوا جوزيف. مع ذلك، استمرت فرام في الانجراف غربًا، وظهرت أخيرًا في شمال المحيط الأطلسي.
نشأت فكرة الرحلة بعد اكتشاف عناصر من السفينة الأمريكية جانيت، التي غرقت قبالة الساحل الشمالي لسيبيريا في عام 1881، بعد ثلاث سنوات تم العثور عليها في الساحل الجنوبي الغربي لجرينلاند. من الواضح بأن حطام السفينة تم نقله عبر المحيط القطبي، وربما عبر القطب نفسه. استنادًا إلى هذا الحطام والحطام الذي تم استرداده من ساحل جرينلاند، طور عالم الأرصاد الجوية هنريك مون نظرية الانجراف عبر القطبية، الأمر الذي دفع نانسن إلى الاعتقاد بأن السفينة مصممة خصيصًا بحيث يمكن تجميدها في الثلج واتباع نفس المسار مثل حطام جانيت، وبالتالي الوصول إلى القطب.
أشرف نانسن على بناء السفينة ببدن مستدير ومميزات أخرى مصممة لتحمل الضغط لفترة طويلة من الجليد. ونادراً ما تعرضت السفينة للمخاطر أثناء مكوثها الطويل، وخرجت سليمة بعد ثلاث سنوات. ساهمت الملاحظات العلمية التي أجريت خلال هذه الفترة بشكل كبير في النظام الجديد لعلم المحيطات، والذي أصبح فيما بعد المحور الرئيسي لعمل نانسن العلمي. أثبت انجراف فرام وزلاجات رحلة نانسن بشكل قاطع أنه لم تكن هناك كتل أرضية كبيرة بين القارات الأوراسية والقطب الشمالي، وأكدت الطابع العام للمنطقة القطبية الشمالية كبحر عميق مغطى بالجليد. على الرغم من تقاعد نانسن عن الاستكشاف بعد هذه الرحلة، إلا أن طرق السفر والبقاء التي طورها مع هيلمار يوهانسن أثرت على جميع البعثات القطبية، الشمالية والجنوبية، التي تلت رحلته خلال الثلاث عقود اللاحقة.

## الخلفية

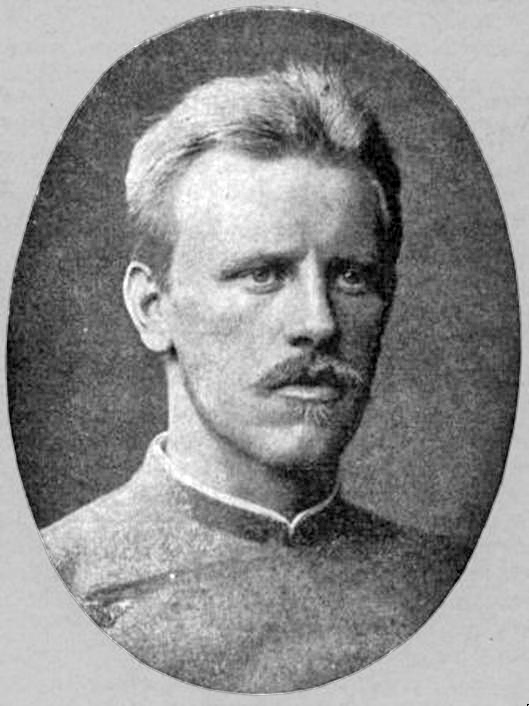
فريتيوف نانسن في وقت عبوره في جرينلاند

في سبتمبر 1879، دخلت جانيت، وهي عبارة عن سفينة حربية تابعة للبحرية الملكية البريطانية حولتها البحرية الأمريكية لاستكشاف القطب الشمالي، وقائدها جورج واشنطن ديلونج، دخلت مساحة واسعة من الجليد شمال مضيق بيرينغ. ظلت محصورة بالجليد لمدة عامين تقريبًا، وانجرفت إلى منطقة جزر سيبيريا الجديدة، قبل أن يتم تحطيمها وغرقها في 13 يونيو 1881. هرب طاقمها في قوارب إلى ساحل سيبيريا؛ معضمهم بما في ذلك قائد السفينة جورج واشنطن ديلونج، لقوا حتفهم إما أثناء الهروب بالقوارب أو في الأراضي القاحلة في دلتا نهر لينا.
بعد ثلاث سنوات، ظهرت آثار من جانيت على الجانب الآخر من العالم، بالقرب من كاكورتوك على الساحل الجنوبي الغربي لجرينلاند. تضمنت هذه العناصر المجمدة في الجليد المنجرف، أسماء ووثائق لأعضاء طاقم السفينة موقعة من جورج واشنطن ديلونج؛ وكانت حقيقية بشكل مؤكد.
في محاضرة ألقيت في الأكاديمية النرويجية للعلوم والآداب عام 1884 بواسطة الدكتور هنريك مون، أحد مؤسسي علم الأرصاد الجوية الحديثة، جادل بأن اكتشاف آثار جانيت يشير إلى وجود تيار محيطي يتدفق من الشرق إلى الغرب، عبر كامل منطقة المحيط المتجمد الشمالي. حاكم الدنمارك في كاكورتوك، في كتابه الاكتشاف افترض أن بعثة متجمدة في البحر السيبيري قد تعبر المحيط القطبي واليابسة في جنوب جرينلاند، إذا ثبتت قوتها بما يكفي. تمت قراءة هذه النظريات باهتمام من قبل فريتيوف نانسن البالغ من العمر 23 عامًا في حينها، ثم عمل كمنسق في متحف برغن أثناء دراسة الدكتوراة.
وقد أعجب نانسن فعلياً بالشمال المتجمد؛ قبل ذلك بعامين كان قد شهد رحلة لمدة أربعة أشهر على صيد الفقمة الإسكندنافية، والتي تضمنت حصار ثلاثة أسابيع في الجليد المنجرف. كان نانسن خبير التزلج، يخطط لقيادة المعبر الأول لجليد جرينلاند، وهو هدف تأخر بسبب متطلبات دراسته الأكاديمية، لكنه حقق إنتصاراً في 1888-1889. خلال هذه السنوات، تذكر نانسن نظرية الانجراف بين الشرق والغرب في القطب الشمالي وإمكانياتها الكامنة لمزيد من الاستكشاف القطبي، وبعد فترة وجيزة من عودته من جرينلاند كان مستعدًا للإعلان عن خططه.

## التقييم والأثار

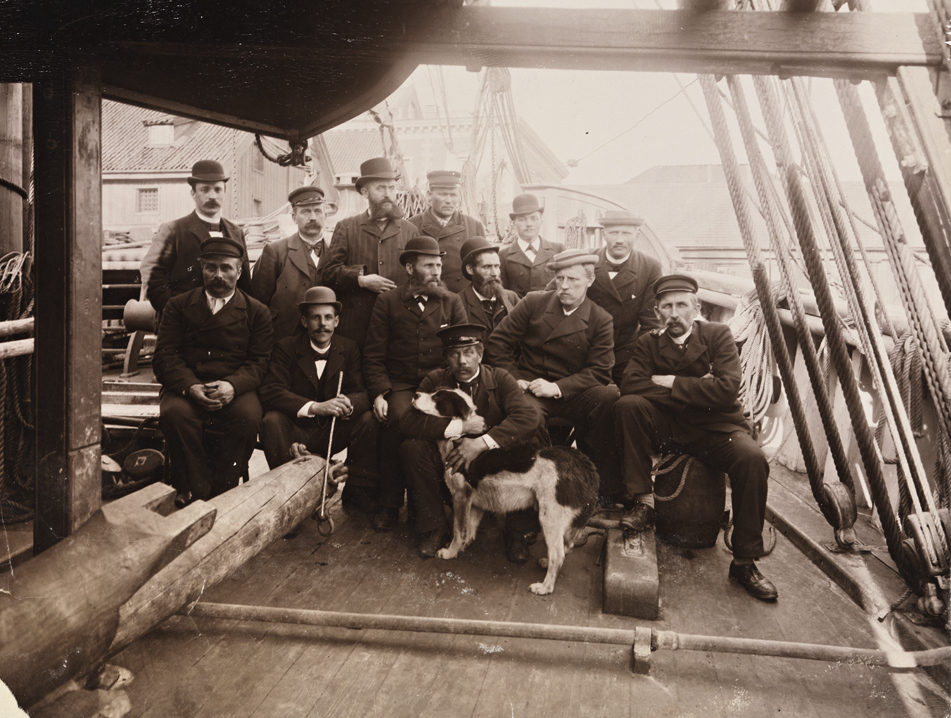
فريق الرحلة بعد عودة فرام إلى كريستيانيا في أغسطس 1896. الصف الخلفي هنريكسن ، بيترسين ، جوهانسن. الجلوس: سكوت هانسن، أموندسن (مع كلب)، جاكوبسن، نانسن ، جويل.

بعد اعتماد الإسلوب التقليدي لاستكشاف القطب الشمالي على قوى واسعة النطاق، مع افتراض أن التقنيات الأوروبية يمكن نقلها بنجاح إلى المناخ القطبي ذو الطقس السيء. على مر السنين، لم تحقق هذه الاستراتيجية نجاحًا كبيرًا، وأدت إلى خسائر فادحة في الرجال والسفن. على العكس من ذلك، فإن طريقة نانسن في استخدام طواقم صغيرة مدربة، وتسخير خبرة شعوب الإنويت والسامي في رحلة سفره، ضمنت استكمال رحلته بدون إصابة واحدة أو وقوع حوادث كبيرة.
على الرغم من أنها لم تحقق هدف الوصول إلى القطب الشمالي، إلا أن الرحلة حققت اكتشافات جغرافية وعلمية كبيرة. أعلن السير كليمنتس ماركهام، رئيس الجمعية الجغرافية الملكية البريطانية، أن الحملة قد حلت «مشكلة جغرافية القطب الشمالي بأكمله». ثبت الآن أن القطب الشمالي لم يكن موجودًا على الأرض، ولا على صفيحة جليد دائمة، ولكن على جليد متغير وغير متوقع. كان المحيط المتجمد الشمالي حوضًا عميقًا، مع عدم وجود أراضي برية كبيرة شمال القارة الأوراسية - بمعنى مساحات قليلة من اليابسة كان من شأنها أن تمنع الحركة الحرة للجليد. أثبت نانسن نظرية الانجراف القطبي؛ بالإضافة إلى ذلك، لاحظ وجود قوة كوريوليس تحرك الجليد إلى يمين اتجاه الرياح، بسبب تأثير دوران الأرض. تم تطوير هذا الاكتشاف من قبل تلميذ نانسن، فاغن إيكمان، الذي أصبح فيما بعد عالم المحيطات المتميز في عصره. قدمت الرحلة من برنامجها المعلومات العلمية الأولية التفصيلية عن علم المحيطات بالمنطقة؛ في الوقت المناسب تم جمع البيانات العلمية التي تم جمعها خلال رحلة فرام إلى ستة مجلدات منشورة.
طوال الرحلة، واصل نانسن تجربة المعدات والتقنيات، وتغيير تصاميم الزلاجات والمزلجة والتأكد من أنواع الملابس والخيام وأجهزة الطهي، مما أحدث ثورة في طرق السفر إلى القطب الشمالي. في عصر الاستكشاف القطبي الذي أعقب عودته، سعى المستكشفون بشكل روتيني إلى نصائح نانسن فيما يتعلق بالطرق والمعدات - على الرغم من أنهم في بعض الأحيان اختاروا عدم التقيد بها، بسبب تكلفتها. وفقًا لهانتفورد، فإن أبطال القطب الجنوبي روال أموندسن وروبرت فالكون سكوت وإرنست شاكلتون كانوا جميعًا مساعدين لنانسن.
لم يواجه نانسن أوضاع خطيرة بشكل جدي، على الرغم من أنه لم يسلم من الانتقادات. تسائل المستكشف الأمريكي روبرت بيري عن سبب عدم عودة نانسن إلى السفينة عندما تم تصدي اندفاعه القطبي بعد ثلاثة أسابيع فقط. «هل شعر بالخجل من العودة بعد فترة قصيرة من الغياب، أم كان هناك خلاف، أم أنه ذهب إلى أرخبيل فرنسوا جوزيف بسبب دوافع مثيرة أو لأسباب تجارية؟». أدولفوس غيرلي، الذي رفض في البداية الإعتراف بالرحلة بأكملها بأنه غير واقعية، واعترف لاحقاً بأنه تم إثباتها وكان مخطئاً ولكنه لفت الانتباه إلى «العيب الوحيد» قرار نانسن بترك رفاقه على بعد مئات الأميال من اليابسة. كتب أدولفوس غيرلي: «إنه لم يستوعب النجاح، كيف يكون نانسن قد انحرف عن الواجب الأكثر قداسة لقائد الرحلة البحرية». ومع ذلك نجت سمعة نانسن؛ بعد مائة عام من الرحلة، وصف المستكشف البريطاني والي هربرت رحلة فرام بأنها «واحدة من أكثر الأمثلة الملهمة للذكاء الشجاع في تاريخ الاستكشاف». 
كانت رحلة فرام الرحلة النهائية لنانسن. تم تعيينه كأستاذ بحثي في جامعة كريستيانيا عام 1897، وأستاذًا في علم المحيطات عام 1908. أصبح يملك المال بشكل مستقل نتيجة نشر رحلته الاستكشافية؛ في حياته المهنية في وقت لاحق خدم مملكة النرويج المستقلة حديثًا بإمكانيات متعددة، وحصل على جائزة نوبل للسلام لعام 1922، تقديراً لعمله لصالح اللاجئين. هيلمار يوهانسن لم يستقر أبدًا في حياتة الطبيعية. بعد سنوات من الانجراف والديون وشرب الخمر، أتيحت له الفرصة، من خلال نفوذ نانسن، للانضمام إلى رحلة القطب الجنوبي بقيادة روال أموندسن في عام 1910. تشاجر يوهانسن بشدة مع أموندسن في معسكر قاعدة الرحلة، وتم حذفه من فريق القطب الجنوبي. انتحر في غضون عام من عودته من القارة القطبية الجنوبية. ظل أوتو سفيردروب قبطان فرام، وفي عام 1898 أخذ السفينة مع طاقم جديد، إلى القطب الشمالي الكندي لمدة أربع سنوات من الاستكشاف. في السنوات اللاحقة استطاع أوتو سفيردروب جمع الأموال التي ساعدته في ترميم السفينة وإيوائها في متحف دائم. توفي في نوفمبر 1930، بعد سبعة أشهر من وفاة نانسن.
استمر الرقم القياسي الذي حققه نانسن أكثر من خمس سنوات. في 24 أبريل 1900، وصلت مجموعة من ثلاثة أفراد من رحلة إيطالية بقيادة لويجي أمديو إلى 86 درجة و34 درجة شمالا، بعد أن غادرت أرخبيل فرنسوا جوزيف مع الكلاب والزلاجات في 11 مارس. بالكاد عاد الفريق، اختفت إحدى مجموعات دعمهم المكونة من ثلاثة رجال بدون أثر.

### التراجع إلى أرض فرانز جوزيف
قدم تغيير الاتجاه إلى الجنوب الغربي ظروف سفر أفضل بكثير، وربما يعود هذا لأن المسار إلى أرض فرانز جوزيف كان موازيًا إلى حد كبير لخطوط الاضطراب في الجليد بدلاً من كونه عموديًا عليها. كان التقدم سريعًا: «إذا استمر هذا» سجل نانسن في 13 من أبريل «ستكون رحلة العودة أسرع مما كنت أعتقد». غير أن نفس اليوميات قد سجلت حادثًا مؤسفًا في ذلك اليوم: حيث توقفت كلتا ساعتي الرجال. على الرغم من بساطة تعليق مذكرة، إلا أن الحادث كان كارثيًا. فبدون الوقت الصحيح لم يتمكنوا من حساب خط الطول الخاص بهم وبالتالي لم يتمكنوا من الحفاظ على المسار الصحيح إلى أرض فرانز جوزيف. لقد قاموا بإعادة تشغيل الساعات بناءً على تخمين نانسن بأن خط الطول كان 86 درجة شرقا؛ لكنهما لم يعودا متأكدين من مكانهما، فإذا كانوا أبعد غربًا من افتراض نانسن فقد يتجاوزون أرض فرانز جوزيف تمامًا ويتجهون إلى المحيط الأطلسي المفتوح. أصبح اتجاه الانجراف شماليًا مما أعاق تقدمهما وبحلول 18 أبريل، أي بعد 11 يومًا من السفر من أقصى الشمال، كانا قد قطعا 40 ميلًا بحريًا فقط (74 كم؛ 46 ميل) باتجاه الجنوب. لقد سافرا الآن على تضاريس غير مستوية بشكل كبير ومياه مفتوحة على مصراعيها. حوالي 20 من أبريل، سعدوا برؤية قطعة كبيرة من الأخشاب الطافية عالقة فوق طوف جليدي، وكانت هي أول شي يرونه من العالم الخارجي منذ أن دخلت سفينة فرام الى الجليد. نحت يوهانسن الأحرف الأولى من اسمه واسم نانسن عليها بالإضافة إلى خط العرض والتاريخ. وبعد يوم أو يومين اكتشفوا مسارات ثعلب قطبي وهو أول أثر لمخلوق حي بخلاف كلابهم منذ مغادرتهم فرام وسرعان ما ظهرت مسارات أخرى وبدأ نانسن يعتقد أن اليابسة قد تكون قريبة.
كان خط العرض المحسوب في 9 مايو، وهو 84 ° 3′ شمالًا، مخيبا للآمال حيث كان نانسن يأمل في أن يكونوا أبعد إلى جهة الجنوب. وعلى الرغم من ذلك، ومع تقدم شهر مايو، بدأوا برؤية مسارات الدب، وبحلول نهاية الشهر كان هناك الكثير من الفقمات والنوارس والحيتان. وصلوا من خلال حسابات نانسن إلى 82 ° 21′N في 31 مايو مما وضعهم على بعد 50 ميلًا بحريًا (93 كم؛ 58 ميل) من كيب فليجلي في الطرف الشمالي من أرض فرانز جوزيف إذا كان تقدير خط الطول الخاص به دقيقًا. بدأ الجليد في التكسر في الطقس الدافئ مما جعل السفر أكثر صعوبة فمنذ 24 من أبريل، قُتلت الكلاب على فترات منتظمة لإطعام الآخرين، وبحلول بداية يونيو بقيت سبعة فقط من أصل 28 كلبًا. في 21 يونيو، تخلص الاثنان من جميع المعدات والإمدادات الفائضة مخططان للسفر بوزن أخف والعيش على الإمدادات التي أصبحت الوفيرة الآن من الفقمات والطيور. بعد السفر لمدة يوم بهذه الطريقة، قرروا الاستراحة فوق طوف جليدي، وعزل قوارب الكاياك ضد المياه؛ وبناء قوتهم الخاصة للمرحلة التالية من رحلتهم وظلوا في المخيم على الطوف الجليدي لمدة شهر كامل.

خريطة فرانز جوزيف لاند توضح مسار نانسن ويوهانسن عبر الجزر، أغسطس عام 1895 إلى يونيو عام 1896.

في 23 يوليو، وهو اليوم التالي من مغادرتهم للمخيم، رأى نانسن أول لمحة أكيدة للأرض وكتب: «لقد تحققت الأعجوبة أخيرًا- يابسة، يابسة، وبعد أن كنا قد تخلينا تقريبًا عن إيماننا بها!» في الأيام التالية، كافح الاثنان للوصول إلى هذه الأرض التي بدت وكأنها لم تقترب، على الرغم من أنه كان بإمكانهما بحلول نهاية يوليو سماع الصوت البعيد لكسر الأمواج. في 4 أغسطس، نجيا من هجوم الدب القطبي وبعد ذلك بيومين وصلا إلى حافة الجليد ولم يكن هناك سوى الماء بينهما وبين اليابسة. في 6 أغسطس، أطلقا النار على آخر كلبين من سلالة سامويد، وحولا قوارب الكاياك إلى طوف من خلال زلاجات عبرها، وقاموا برفع شراع.
أطلق نانسن على هذه الأرض الأولى اسم «هفيدتينلاند» أي (الجزيرة البيضاء)، وبعد إنشاء المخيم على كثيب جليدي صعدوا إلى منحدر ونظروا حولهم. كان من الواضح أنهم كانوا في أرخبيل، لكن ما استطاعوا رؤيته لا علاقة له بخريطتهم غير المكتملة لأرض فرانز جوزيف ويمكنهم فقط المواصلة نحو الجنوب على أمل العثور على معلم جغرافي يمكنهم تحديده على وجه اليقين. في 16 من أغسطس، حدد نانسن الأرض الرأسية مبدئيًا على أنها كيب فيلدر والتي تم وضع علامة عليها على خرائط باير على أنها الساحل الغربي لأرض فرانز جوزيف. كان هدف نانسن في تلك اللحظة هو الوصول إلى كوخ وإمدادات تركتها بعثة سابقة في موقع يعرف باسم ميناء إيرا في الطرف الجنوبي من الجزر. على الرغم من ذلك، قامت الرياح المعاكسة والجليد السائب بإحداث المزيد من الخطر في قوارب الكاياك، وفي 28 أغسطس قرر نانسن أنه مع اقتراب فصل الشتاء القطبي الآخر يجب عليهم أن يبقوا في مكانهم وينتظروا الربيع التالي.

### إلى كيب فلورا

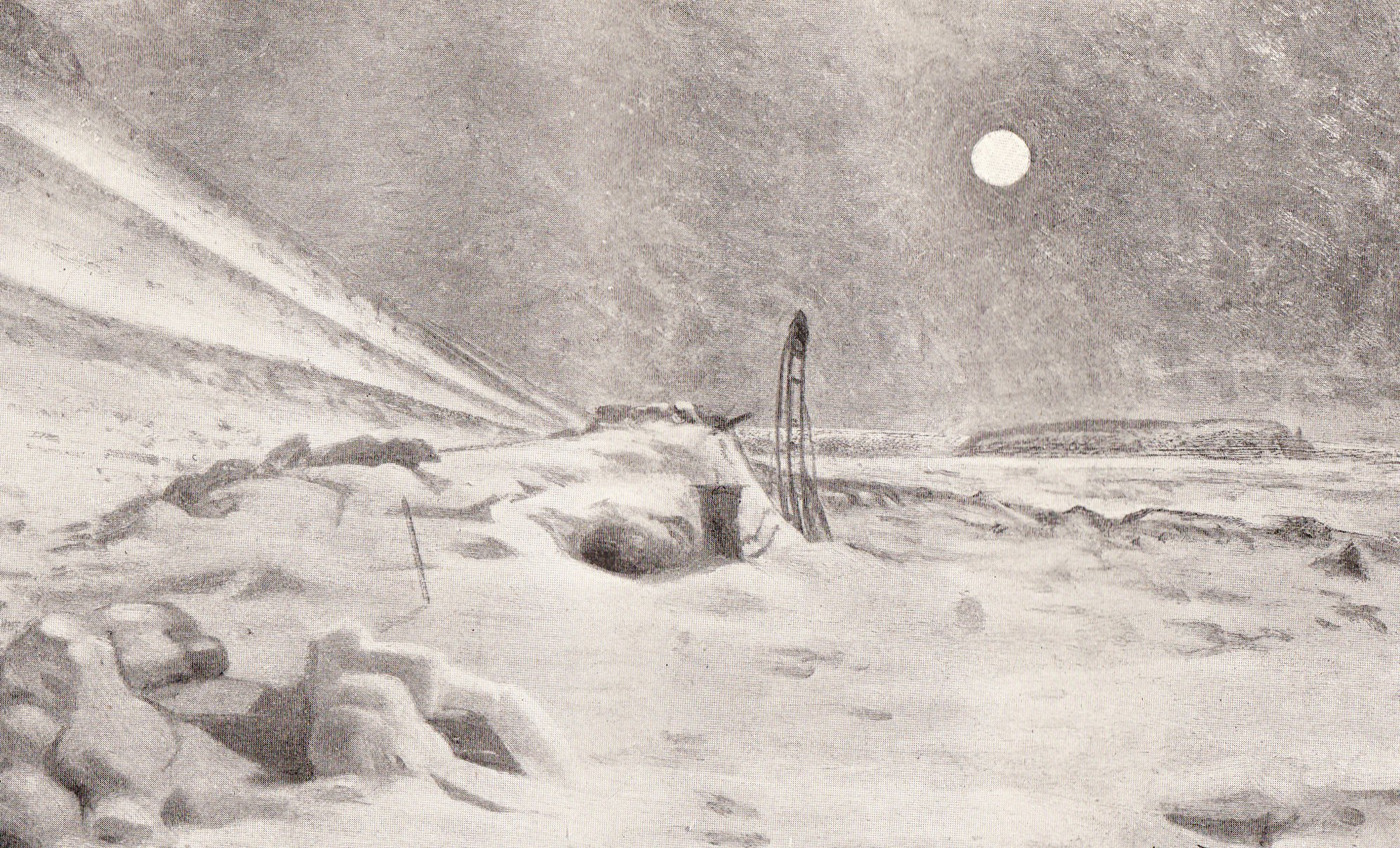
الكوخ في فرانز جوزيف لاند، مغطى بالثلج، حيث قضى نانسن ويوهانسن شتاء 1895-1896. رسم، بناءً على صورة نانسن.

كقاعدة لمأواهم الشتوية، وجد نانسن ويوهانسن شاطئًا في خليج محمي على ما يسمى الآن جزيرة جاكسون حيث توفر الكثير من الأحجار والطحالب كمواد للبناء. فقاموا بحفر حفرة بعمق ثلاثة أقدام ورفعوا الجدران حولها باستخدام الصخور والحجارة الغير ثابتة، وقاموا بمد جلود الفظ فوق القمة لتشكيل سقف وبصنع مدخنة يدويا باستخدام الثلج وعظام الفظ. أصبح هذا الملجأ والذي أطلقوا عليه اسم «الحفرة»، جاهزًا أخيرًا في 28 سبتمبر، وكان من المقرر أن يكون منزلهم لمدة ثمانية أشهر قادمة. لم يكن وضعهم مريحًا إلا أنه لم يشكل تهديدًا على حياتهم؛ حيث كان هناك مخزون واف من لحم الدب والفظ والفقمة للتخزين في موضع حفظ اللحوم. كان العدو الرئيسي هو الضجر؛ لذا لم يكن بإمكانهم لتمرير الوقت سوى قراءة تقويم ابحار نانسن وجداول الملاحة على ضوء مصباح دهنهم ثم إعادة قراءتها مجددًا.
احتفل الاثنان في عيد الميلاد بالشوكولاتة والخبز من حصصهم التموينية المتزلجة، وفي ليلة رأس السنة الجديدة سجل يوهانسن أن نانسن قد اعتاد أخيرًا على الشكل الغير رسمي للمخاطبة حيث أنه حتى ذلك الحين كان قد حافظ على الشكليات («السيد يوهانسن، البروفيسور، نانسن») طوال الرحلة. وفي السنة الجديدة، قاموا بتصميم ملابس خارجية بسيطة بأنفسهم -سترات وبناطيل- من كيس نوم مهمل استعدادًا لاستئناف رحلتهم عندما يصبح الطقس أكثر دفئًا. في 19 مايو عام 1896، وبعد أسابيع من التحضير، كانوا مستعدين. وترك نانسن ملاحظة في الكوخ لإبلاغ مكتشف محتمل: «نحن ذاهبون إلى الجنوب الغربي على طول الأرض للعبور إلى سبيتسبيرجين.» ولأكثر من أسبوعين اتبعوا الخط الساحلي جنوبًا، ولم يكن هناك أي شيء مما رأوه يتناسب مع خريطتهم الأولية لأرض لفرانز جوزيف، وخمن نانسن أنهم قد يكونون في أراض مجهولة بين أرض فرانز جوزيف وسبيتسبرغ. وفي 4 يونيو سمح لهم تغيير في الظروف بإطلاق قوارب الكاياك لأول مرة منذ مغادرتهم مأواهم الشتوي وبعد أسبوع، اضطر نانسن للغوص في المياه الجليدية لإنقاذ قوارب الكاياك التي انجرفت وهي لا تزال مرتبطة ببعضها البعض بعد أن رست بإهمال. وبعد جهد أخير، تمكن من الوصول إلى القارب الصغير ونقل نفسه على متن السفينة، وعلى الرغم من حالته المتجمدة، قام بإطلاق النار على اثنين من طيور الغلموت وجرها بينما كان يركب القارب مرة أخرى.

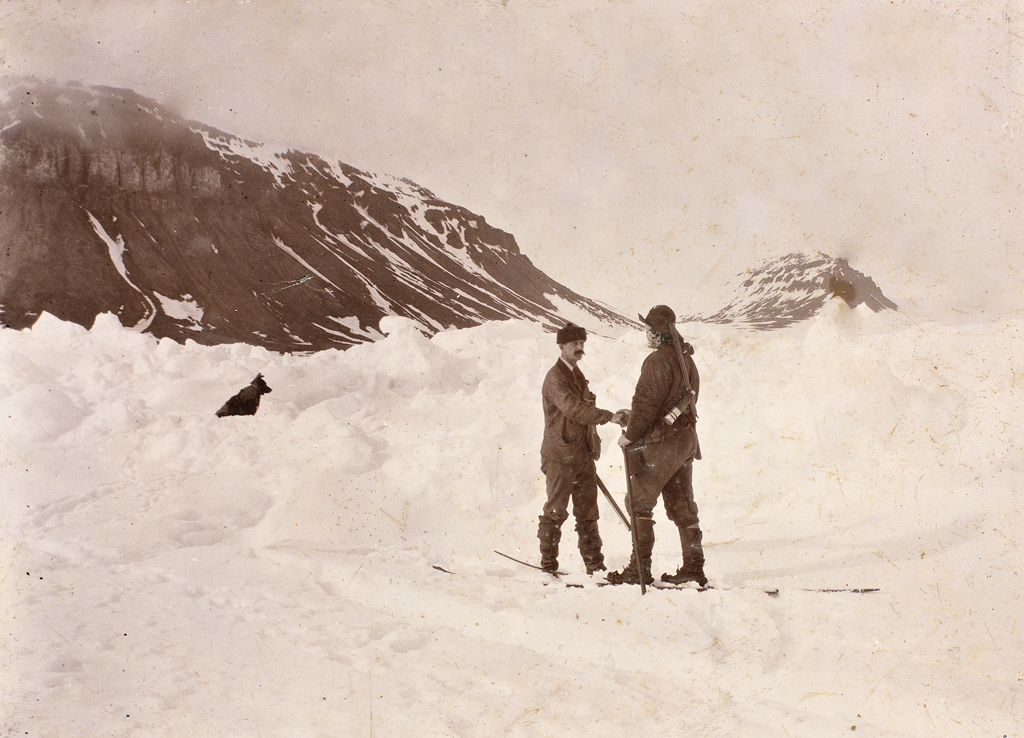
اجتماع نانسن - جاكسون في كيب فلورا، 17 يونيو 1896. (صورة تم التقاطها بعد ساعات من الاجتماع الأولي)

في 13 يونيو، هاجمت حيوانات الفظ قوارب الكاياك وسببت لها أضرار مما تسبب في توقف آخر من أجل الإصلاحات. وفي 17 يونيو، بينما كانوا يستعدون للمغادرة مرة أخرى، اعتقد نانسن أنه سمع نباح كلب وذهب للتحقق من ذلك ثم سمع أصواتًا وبعد بضع دقائق صادف إنسانًا. لقد كان فريدريك جاكسون الذي نظم رحلته الخاصة إلى أرض فرانز جوزيف بعد أن رفض من قبل نانسن وكان مقره الرئيسي هو في كيب فلورا في جزيرة نورثبروك، وهي الجزيرة الواقعة في أقصى جنوب الأرخبيل. يسجل تقرير جاكسون الخاص أن رد فعله الأول على هذا اللقاء المفاجئ هو افتراض أن هذا الشخص كان بحارًا قد تحطمت سفينته، وربما كان من سفينة ويندوارد للإمداد للبعثة التي كان من المقرر استدعاءها ذلك الصيف. وبينما كان يقترب، رأى جاكسون «رجلاً طويلاً، يرتدي قبعة ناعمة الملمس، وملابس فضفاضة وكبيرة بشعر أشعث طويل ولحية، وكلها تفوح منها رائحة شحوم سوداء.» وبعد تردد غريب للحظة، ميز جاكسون زائره قائلا: «أنت نانسن، أليس كذلك؟»، وتلقى الرد «نعم، أنا نانسن.»
تم إنقاذ يوهانسن، واقتيد الاثنان إلى القاعدة في كيب فلورا حيث وقفوا لالتقاط الصور (في احدى الحالات بإعادة تمثيل لقاء جاكسون مع نانسن) قبل أخذ الحمامات وحلاقة الشعر. بدا الرجلان بصحة جيدة بالرغم من محنتهما وزاد نانسن 21 رطلاً (9.5 كجم) منذ بدء البعثة، ويوهانسن 13 رطلاً (5.9 كجم). تكريمًا لمنقذه، سمى نانسن الجزيرة حيث قضى فصل الشتاء «جزيرة فريدريك جاكسون.» وخلال الأسابيع الستة التالية، لم يكن لدى نانسن سوى القليل للقيام به غير انتظار وصول سفينة ويندوارد، كان قلقًا من أنه قد يضطر لقضاء فصل الشتاء في كيب فلورا، وأحيانًا يأسف لأنه لم ينتقل هو وجوهانسن الى سبيتسبيرجين. لاحظ يوهانسن في مذكرته أن نانسن قد تغير من الشخصية المتعجرفة في أيام سفينة فرام وأنه الآن هادئ ومهذب ويصر على أنه لن يقوم برحلة كهذه مرة أخرى. وفي 26 يوليو وصلت سفينة ويندوارد أخيرًاو أبحرت جنوبًا في 7 أغسطس وعلى متنها نانسن ويوهانسن لتصل فاردو في 13 أغسطس حيث تم إرسال مجموعة من البرقيات لإبلاغ العالم بعودة نانسن الآمنة.

### الانجراف (المرحلة الثانية)

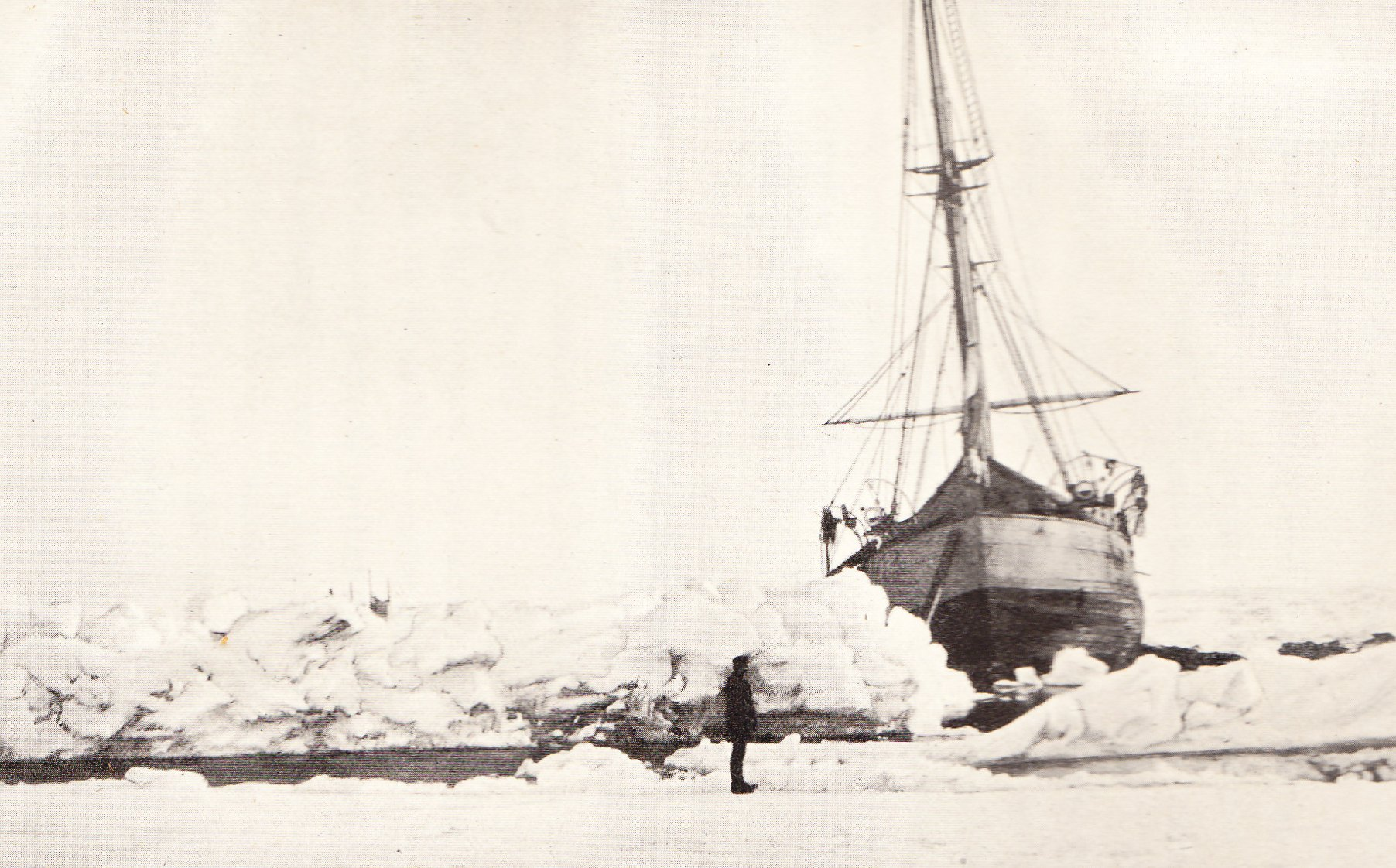
A lead of water opens in front of Fram, May 1896

قبل مغادرته سفينة فرام، عين نانسن سفيردروب كقائد لبقية البعثة مع أوامر لمواصلة الانجراف نحو المحيط الأطلسي ما لم تبرر الظروف ترك السفينة والسير إلى اليابسة. ترك نانسن تعليمات دقيقة حول الحفاظ على العمل العلمي، وخاصة سبر عمق المحيط واختبارات سمك الجليد وختم بالقول: «نرجو أن نلتقي في النرويج، سواء كان على متن هذه السفينة أو بدونها.»
كانت مهمة سفيردروب الرئيسية الآن هي إبقاء طاقمه مشغولاً حيث أمر بتنظيف ربيعي كامل، ووضع مجموعة لإزالة بعض الجليد المحيط الذي كان يهدد بزعزعة استقرار السفينة. على الرغم من عدم وجود خطر مباشر على سفينة فرام إلا أن سفيردروب قد أشرف على إصلاح وتجديد الزلاجات وتنظيم الأحكام إذا كان من الضروري بعد كل شيء التخلي عن السفينة والسير إلى اليابسة. مع وصول الطقس الدافئ واقتراب صيف 1895، استأنف سفيردروب ممارسة التزلج اليومية. واستمر وسط هذه الأنشطة برنامج كامل لأنشطة الأرصاد الجوية والمغناطيسية والأوقيانوغرافية في ظل سكوت هانسن حيث أصبحت سفينة فرام مختبرًا أوقيانوغرافيًا وأرصادًيا وبيولوجيًا متحركًا.
مع تقدم الانجراف أصبح المحيط أعمق، وأعطت السبر أعماقًا متتالية تبلغ 6000 قدم (1800 متر)، و9000 قدم (2700 متر)، و2000 قدم (610 متر)، وهو تطور يشير إلى أنه لا توجد كتلة أرضية قريبة غير مكتشفة. وفي 15 نوفمبر عام 1895، وصلت سفينة فرام إلى 85 °55 درجة شمالا أي فقط 19 ميلًا بحريًا (35 كم؛ 22 ميل) تحت أقصى علامة لنانسن نحو الشمال.
من هذه النقطة فصاعدًا، كان الانجراف بشكل عام ناحية الجنوب والغرب على الرغم من أن التقدم كان لفترات طويلة غير محسوس تقريبًا. أدى الخمول والملل إلى زيادة الشرب؛ حيث سجل سكوت هانسن أن عيد الميلاد ورأس السنة الجديدة مرت «مع الشراب الساخن المعتاد وما يترتب عليه من صداع الكحول»، وكتب أنه «أصبح يشعر بالاشمئزاز أكثر فأكثر مع السكر.» بحلول منتصف مارس عام 1896، كان الموقع 84 °25 درجة شمالًا، 12 °50 درجة شرقًا مما وضع السفينة شمال سبيتسبيرجين. وفي 13 يونيو، تم فتح القيادة ولأول مرة منذ ما يقرب من ثلاث سنوات أصبحت فرام سفينة حية. مر شهران آخران، وفي 13 أغسطس عام 1896، قبل أن تجد المياه المفتوحة وبانفجار من مدفعها، تركت الجليد وراءها. لقد خرجت من الجليد شمال وغرب سبيتسبيرجين بالقرب من تنبؤ نانسن الأصلي مما يثبت أنه على حق وأن منتقديه على خطأ. وفي وقت لاحق من ذلك اليوم نفسه، شوهدت سفينة أخرى وهي سوسترون، لاصطياد الفقمات من ترومسو. جذف سفيردروب من أجل الأخبار وعلم أنه لم يتم سماع أي أخبار عن نانسين. ورست سفينة فرام لفترة وجيزة في سبيتسبيرجين حيث كان المستكشف السويدي المهندس سالومون أندريه يستعد لرحلة البالون الذي كان يأمل أن يأخذه إلى القطب. وبعد وقت قصير على الشاطئ، بدأ سفيردروب وطاقمه الرحلة جنوبًا إلى النرويج.

## الملاحظات والمراجع

### الملاحظات
1. ↑  Nansen was prepared to admit the possibility of undiscovered land on the North American side.[12]